# More than Superhuman
More than Superhuman est un recueil, composé en 1971, de nouvelles de science-fiction écrites par A. E. van Vogt (Canada), James H. Schmitz et Forrest J Ackerman, et n'est pas traduit en français dans son intégralité. A. E. van Vogt a composé ce recueil.

## Résumés
- Humans, Go Home!, 1969, A. E. van Vogt : Voir le résumé de Humains, Go Home! ;
- The Reflected Men, 1971, A. E. van Vogt : Voir le résumé des Hommes reflétés;
- All the Loving Androids, A. E. van Vogt : Voir le résumé de Liberté programmée ;
- Laugh, Clone, Laugh, 1969, Forrest J Ackerman ;
- Research Alpha, 1965, A. E. van Vogt et James H. Schmitz : Voir le résumé d'Alpha et Oméga;
- Him, 1968, A. E. van Vogt : Voir le résumé de Lui.